# Sionismo en Chile

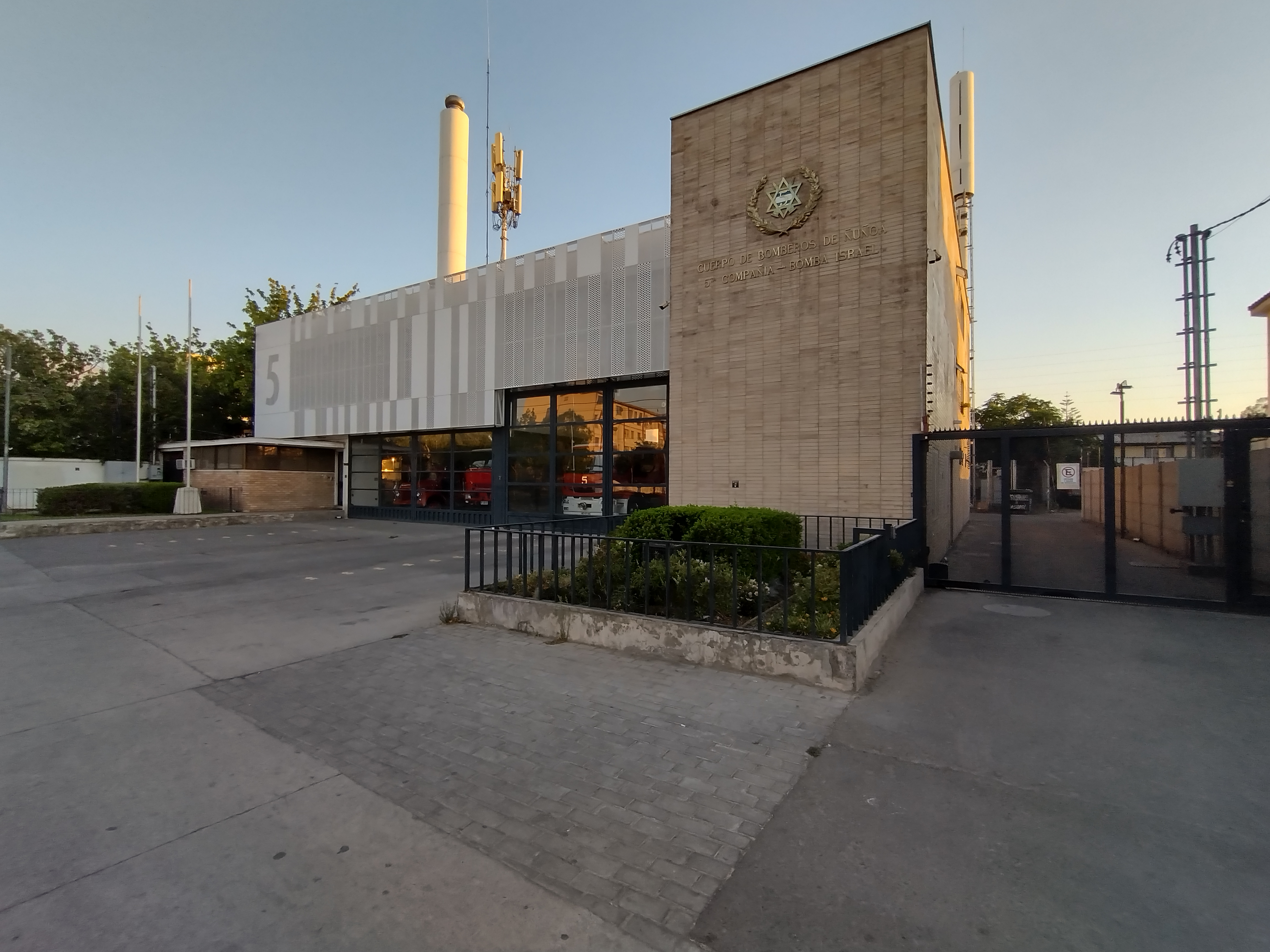
Bomba Israel - Quinta Compañía del Cuerpo de Bomberos de Ñuñoa es una compañía de bomberos sionista que agrupa a judíos y no judíos

El sionismo en Chile corresponde al movimiento en apoyo al sionismo por parte de la comunidad judía y de la sociedad en Chile. 

## Organizaciones

### Federación Sionista de Chile

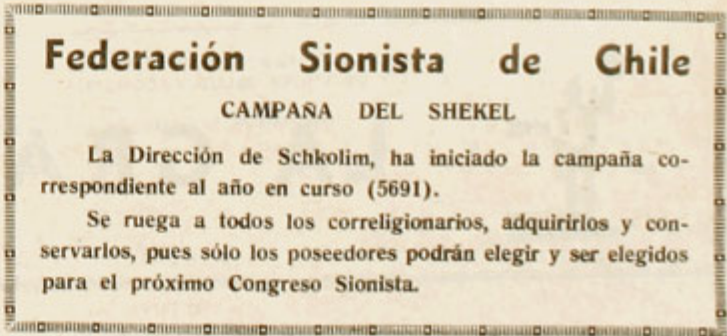
Anuncio de la Federación Sionista de Chile de 1931.

En 1919 se realizó en Chile el Primer Congreso del Judaísmo Chileno. Entre los participantes destacaron delegados del Centro Israelita (14), la Congregación Israelita Talmud Torá (15), el Comité Nacional Israelita (10), el Centro Israelita Bicur Joilim (7) y la Comisión Organizadora (8), todos de origen ashkenazí. Por parte de la comunidad sefaradí, asistieron tres representantes de la Sociedad Israelita de Socorros Mutuos. También estuvieron presentes delegaciones de Temuco, incluyendo el Círculo Social Israelita (2), el Centro Sionista (2), la Sociedad Jesed Emet (2) y el Centro Macedónico (2), así como asistentes de Chillán, Valdivia, Puerto Montt y un sabatista de Curacautín.
El grupo se uniría a la Organización Sionista Mundial en 1949.

### B’nai B’rith Chile
B’nai B’rith, logia sionista, fundo su sección en Chile el 20 de octubre de 1936 bajo la dirección de Nissim Pérez, siendo la filial en pacifico sur mas antigua de la región.

### Comunidad Israelita Sefaradí
En 1924, un grupo de 30 sefardíes fundó la Comunidad Israelita Sefaradí (CIS) en Santiago. En los años siguientes, se inauguró la sede social en 1925, el cementerio en 1926  y se obtuvo la personería jurídica. Durante la década de 1940, se construyó el Templo Maguen David en 1946 y se fundaron organizaciones como la WIZO Sefaradí em 1942 y el grupo juvenil Juventud Israelita Sefaradí en 1942.  

### Hashomer Hatzair
Hashomer Hatzair, movimiento juvenil sionista-socialista, llegó a Chile en los años 1940 con jóvenes judíos alemanes refugiados del nazismo. Inicialmente llamado Jugendgruppe, adoptó en 1943 la identidad de Hashomer Hatzair, promoviendo la emigración a kibutzim en Israel. Durante los años 1960, enfrentó tensiones entre el activismo local y el sionismo, especialmente bajo la Unidad Popular. La dictadura militar redujo su membresía, pero el movimiento persistió.
En la actualidad, Hashomer Hatzair Chile tiene entre 30 y 35 miembros y se enfoca en educación no formal, valores como el feminismo, el judaísmo humanista y la justicia social, sin priorizar la emigración a Israel. Inspirados en figuras como Mordejai Anielewicz, sus integrantes buscan ser agentes de cambio en la sociedad chilena, manteniendo los ideales de sionismo y socialismo, pero adaptados a un contexto local.